# Годвин, Глен
Глен Годвин (англ. Glen Godwin; 26 июня 1958, Майами, Флорида) — американский убийца, получивший национальную известность после побега, совершенного из тюрьмы строгого режима Folsom State Prison 5 июня 1987 года, где Годвин отбывал пожизненное лишение свободы. Годвин впоследствии был широко отождествлён в СМИ с персонажем повести Стивена Кинга «Рита Хейуорт и спасение из Шоушенка» Энди Дюфрейном, за схожесть методов осуществления побега. Дальнейшая криминальная карьера Годвина привела к тому, что на протяжении более двух десятилетий Глен Годвин числился в первой десятке преступников, наиболее разыскиваемых ФБР на территории США.

## Ранние годы
Глен Годвин родился 26 июня 1958 года в Майами, штат Флорида. В 1960-х его семья переехала в штат Калифорния и проживала в городе Палм-Спригнс, штат Калифорния, округ Риверсайд. Глен посещал школу «Palm Springs High School», которую окончил в 1975 году. Глен хорошо учился в школе и несколько лет играл на трубе в школьном духовом оркестре. Глен был далёк от криминального образа жизни и после окончания школы в разное время работал строителем и механиком. В 1980-м году Глен Годвин решил заняться мелким бизнесом по поставке инструментальных принадлежностей в сфере строительства и машиностроения.

## Убийство Кима ЛиВэлли
1 августа 1980 года Глен Годвин и его сосед по комнате 29-летний Фрэнк Сото-младший заманили в свои апартаменты с целью ограбления 26-летнего Кима Роберта ЛиВэлли. Будучи пилотом по профессии ЛиВэлли был также известен в округе как контрабандист наркотических веществ, осуществляющий их перевозку по воздуху через границу США. Ливэлли оказал преступникам ожесточённое сопротивление, в ходе которого Годвин нанёс Киму 36 ножевых ранений, от которых тот скончался. Автомобиль ЛиВэлли вместе с его трупом был отвезён в пустынную местность в 100 милях от города Блайт (Калифорния), где с целью уничтожения следов преступления был взорван. Обгоревшие останки машины и тела были найдены 3 августа 1980 года. В ходе расследования было установлено, что за день до убийства Ким ЛиВэлли заявил матери, что направляется в Палм-Спрингс для того, чтобы посетить своего знакомого по имени Глен Годвин.
Годвин и Сото вскоре были задержаны для дачи показаний, но были отпущены. Годвин заявил, что к убийству может быть причастен ещё один знакомый погибшего по имени Рой Дикки. После дачи показаний Годвин и Сото покинули штат Калифорнию и обосновались в штате Техас. В ходе дальнейшего расследования был арестован Рой Дикки, который обвинил в убийстве ЛиВэлли Глена Годвина. В начале 1981 года были последовательно арестованы Фрэнк Сото-младший и Глен Годвин. Сото, столкнувшись с обвинениями в соучастии убийства, пошёл на сделку с правосудием и дал показания против Глена Годвина.

## Суд
Судебный процесс проходил весной 1981 года. На судебных заседаниях Глен отказался признать себя виновным и заявил, что непосредственным исполнителем убийства был Сото. Фрэнк Сото-младший в свою очередь дал показания против Годвина. Рой Дикки и ряд других свидетелей также выступили в суде с показаниями против Глена Годвина, заявив, что его бывший друг неоднократно демонстрировал деструктивное поведение в отношении своих сообщников. Во время судебного разбирательства Годвин неоднократно пытался воздействовать на психическую деятельность Сото путём посягательства на его жизнь. Незадолго до оглашения вердикта Годвин с помощью серии телефонных разговоров договорился с другим арестантом об убийстве Фрэнка Сото в окружной тюрьме, где Сото находился в ожидании приговора. Заговор был раскрыт и, несмотря на аудиозаписи телефонных разговоров, обвинения в попытке организации убийства так и не были предъявлены Глену Годвину в марте 1981 года.
Глен Годвин и Фрэнк Сото-младший были приговорены к пожизненному лишению свободы с правом подачи ходатайства на условно-досрочное освобождение по отбытии 26 лет заключения. Фрэнк Сото в качестве поощрения за совершение сделки с правосудием был этапирован для отбытия наказания в штат Техас во избежания возможного посягательства на его жизнь со стороны Глена Годвина.

## Побег 5 июня 1987 года
После осуждения Глен Годвин был этапирован для отбытия наказания в тюрьму Deuel Vocational Institute в городе Трэйси. В 1986 году Годвину были предъявлены обвинения в подготовке побега из учреждения. В качестве наказания, Глен был этапирован в январе 1987 года в тюрьму строгого режима Folsom State Prison. В пятницу 5 июня 1987 года стало известно об исчезновении Глена Годвина. Через несколько часов его тюремная одежда, а также надувной плот были обнаружены за пределами тюрьмы на берегу реки American River. Годвин был объявлен в розыск, поисковая операция при участии кинологов с собаками потеряла след преступника на одном из близлежащих холмов.
В ходе расследования было выявлено, что Глен Годвин перепилил ножовкой по металлу тюремное ограждение, получил доступ к дренажной системе тюрьмы, пробил канализационную трубу и прополз внутри неё по нечистотам более 300 метров до точки истока канализации в реку. Практически сразу после побега следствие выяснило, что Годвин при планировании побега имел сообщников на свободе, которые заранее отпилили толстую решётку в канализационной трубе в месте впадения истока канализации в реку и предоставили беглецу надувной плот. Всего с момента исчезновения Глена Годвина и до обнаружения пути его эвакуации прошло 3 часа.
Следствие вскоре установило, что одним из сообщников Глена Годвина — был 30-летний Лоренц Карлич, который был арестован 9 июня 1987 года в округе Сан-Бернардино. Карлич в начале 1980-х отбывал срок в тюрьме Deuel Vocational Institute вместе с Годвином и был известен тем, что в марте 1978 года сумел совершить из неё побег. Карлич был пойман, возвращён в тюрьму, снова осуждён, но вышел на свободу в 1984 году. Также была объявлена в розыск жена Глена Говина, 23-летняя Шелли Годвин, которая вышла за него замуж в 1985 году.
В ходе расследования стало известно, что в день побега мужа Шелли Годвин не вышла на работу, и арендовала два автомобиля, после чего исчезла в неизвестном направлении. Впоследствии Лоренцу Карличу были предъявлены обвинения, и в 1988 году он был осуждён и приговорён к 1 году лишения свободы.

## Арест 9 февраля 1989 года
9 февраля 1989 года Годвин неожиданно был арестован в городе Пуэрто-Вальярта на территории Мексики по обвинению в контрабанде наркотических веществ. Годвин использовал псевдоним и был известен под именем Стюарт Каррера, но его личность была подтверждена с помощью дактилоскопической экспертизы отпечатков пальцев. После его ареста власти США начали вести переговоры с властями Мексики об экстрадиции беглого преступника. Жена Глена Шелли Годвин была арестована через год — в феврале 1990 года в Далласе, штат Техас. Следствие предположило, что после побега Годвин, возможно, некоторое время проживал в штате Техас.

## Побег 26 сентября 1991 года
После ареста Годвин был осужден властями Мексики, и в качестве наказания получил 7 лет лишения свободы. Для отбытия наказания он был этапирован в тюрьму Puente Grande prison в городе Гвадалахара, мексиканский штат Халиско. Решение об экстрадиции Годвина в США было принято в начале 1991 года. Узнав об этом, Глен в апреле 1991 года, находясь в заключении, совершил убийство другого заключённого с целью затянуть процесс подготовки экстрадиции. Годвину было инкриминировано убийство, и в отношении его готовилось новое судебное разбирательство. Одновременно с этим Глен Годвин организовал план побега из тюрьмы, который он в конечном счёте совершил 26 сентября 1991 года, после чего следы Глена Стюарта Годвина окончательно затерялись.

## Дальнейшая криминальная карьера
После побега из Мексиканской тюрьмы Глен Годвин был объявлен в международный розыск. После нескольких лет безуспешных поисков и проверки нескольких сотен противоречащих свидетельств, ФБР в октябре 1996 года внесло беглого убийцу в список первых десяти преступников, наиболее разыскиваемых на территории США, государств Северной и Центральной Америк и назначило награду за предоставление сведений о его местонахождении. За последующие два десятилетия Годвин неизменно находился в списке десяти наиболее разыскиваемых ФБР преступников. За годы его поисков, стало известно, что Глен Годвин, используя несколько псевдонимов, проворачивает операции по незаконному обороту наркотиков на территории Мексики, государств Центральной и Южной Америк.
В разные годы с целью идентификации Годвина, ФБР составляла различные варианты изменения его внешности с учётом прожитых лет. Окончательно, только лишь 26 мая 2016 года Глен Стюарт Годвин был удалён из списка десяти, несмотря на то, что он так и не был пойман и его местонахождение с осени 1991 года так и не было установлено.